# Leptomeraporus
Leptomeraporus is een geslacht van vliesvleugeligen uit de familie Pteromalidae. De wetenschappelijke naam van dit geslacht is voor het eerst geldig gepubliceerd in 1957 door Graham.

## Soorten
Het geslacht Leptomeraporus omvat de volgende soorten:
- Leptomeraporus nicaee (Walker, 1839)
- Leptomeraporus ornatus Boucek, 1993